# Hell in a Cell (2011)
Hell in a Cell (2011) — третье по счёту шоу Hell in a Cell, PPV-шоу производства американского рестлинг-промоушна WWE. Шоу прошло 2 октября 2011 года на арене «Нью-Орлеан-арена» в Новом Орлеане, Луизиана, США.

## Результаты
| Dark                              | Дэниел Брайан победил JTG                                               | Одиночный поединок                                                         | N/A   |
| 1                                 | Шеймус победил Кристиана                                                | Одиночный поединок                                                         | 13:41 |
| 2                                 | Син Кара (синяя маска) победил Син Кару (черная маска)                  | Одиночный поединок                                                         | 09:46 |
| 3                                 | Эван Борн и Кофи Кингстон (с) победили Джека Сваггера и Дольфа Зигглера | Командный поединок за титул командных чемпионов WWE                        | 11:19 |
| 4                                 | Марк Хенри (с) победил Рэнди Ортона                                     | Одиночный поединок в «Адской клетке» за титул чемпиона мира в тяжелом весе | 15:58 |
| 5                                 | Коди Роудс (с) победил Джона Моррисона                                  | Одиночный поединок за титул интерконтинентального чемпиона                 | 07:20 |
| 6                                 | Бет Феникс победила Келли Келли (с)                                     | Одиночный поединок за титул чемпионки див                                  | 08:30 |
| 7                                 | Альберто Дель Рио победил СМ Панка и Джона Сину (с)                     | Поединок «Тройная Угроза в адской клетке» за титул чемпиона WWE            | 24:09 |
| (c) — Чемпион на момент поединка. |                                                                         |                                                                            |       |